# Idioma ashéninka
El ashéninka (Ashéninca, Ashéninga) es el nombre que reciben una serie de variedades incluidas en el complejo dialectal ashéninka-asháninka, que pertenece a la rama campa de la familia arawak. El Ethnologue distingue siete lenguas en todo el complejo, mientras que Pedrós propone una división en tres lenguas (ashéninka, asháninka y ashé-ashá norte) basándose en el principio de inteligibilidad mutua. Las variedades incluidas en ashéninka y ashé-ashá norte son las que la bibliografía ha llamado tradicionalmente ashéninka. El Glottolog recoge la propuesta de Pedrós, aunque considera las lenguas propuestas por éste como agrupaciones de las mismas lenguas que distingue el Ethnologue.
La división en variedades fue establecida por David Payne en su gramática del axíninca del Apurucayali, pero se refería a estas variedades como dialectos y no como lenguas distintas.: 3–5 
Según la Base de Datos de Pueblos Indígenas u Originarios del Ministerio de Cultura del Perú, hay 13.496 personas viviendo en comunidades ashéninka, de las cuales 9.881 (73%) afirman saber hablar la lengua. El Ethnologue da cifras mucho más altas para las distintas variedades ashéninka.
El alfabeto ashéninka fue aprobado por resolución del Ministerio de Educación en abril de 2019.

## Fonología
Pedrós (2023) muestra el siguiente inventario consonántico para el Ucayali-Pajonal (South Ucayali y Pajonal en el Ethnologue):
|              | Bilabial | Dental | Alveolar | Postalveolar | Palatal | Velar | Glotal |
| ------------ | -------- | ------ | -------- | ------------ | ------- | ----- | ------ |
| Plosivas     | p pʲ     | t tʰ   | t tʰ     | t tʰ         | c       | k kʲ  |        |
| Nasales      | m mʲ     | n      | n        | n            | ɲ       |       |        |
| Tap o flap   |          | r rʲ   | r rʲ     | r rʲ         |         |       |        |
| Fricativas   |          |        |          | ʃ            |         |       | h hʲ   |
| Africadas    |          |        | ts tsʰ   | tʃʰ          |         |       |        |
| Aproximantes | w/β̞ β̞ʲ   |        |          |              | j       | ɰ     |        |

Payne, Payne y Sánchez presentan el siguiente inventario consonántico para la variedad del Apurucayali: 
|              |              | Bilabial | Apical | Postalveolar /Palatal | Velar | Glotal | Inespecífica |
| ------------ | ------------ | -------- | ------ | --------------------- | ----- | ------ | ------------ |
| Oclusivas    | aspiradas    |          | tʰ     |                       |       |        |              |
| Oclusivas    | no aspiradas | p        | t      |                       | k     |        |              |
| Africadas    | aspiradas    |          | tsʰ    | tʃʰ                   |       |        |              |
| Africadas    | no aspiradas |          | ts     | tʃ                    |       |        |              |
| Fricativas   | Fricativas   |          | s      | ç                     |       | h      |              |
| Nasales      | Nasales      | m        | n      | ɲ                     |       |        | N            |
| Líquidas     | Líquidas     |          | ɾ      | ɾʲ                    |       |        |              |
| Aproximantes | Aproximantes | β/w      |        | j                     | ɰ     |        |              | Para la variedad del Pichis, Payne muestra el mismo inventario, pero sin /ç/, y añade las palatalizadas /pʲ/, /kʲ/, /hʲ/, /mʲ/ y /βʲ/.
Mihas muestra un inventario similar para la variedad del Alto Perené con pocas diferencias. Estas son que Mihas no incluye /tʰ/ ni /ç/; el contraste /t͡ʃ/-/t͡ʃʰ/ de Payne, Payne y Sánchez, Mihas lo considera /t͡ʃ/-/tʲ/, y no incluye ninguna palatalizada, ya que las considera una agrupación de dos consonantes (Cj). Estas tres variedades se incluyen en el grupo ashé-ashá norte de Pedrós.
Payne, Mihas y Pedrós muestran un sistema de cuatro vocales (/a/, /e/, /i/, /o/), mientras que, en el Apurucayali de Payne, Payne y Sánchez, solo hay tres (/a/, /i/, /o/). En todas las variedades, hay vocales largas y cortas.